# 地中海遠䲁
地中海遠䲁（學名：Aidablennius sphynx），為輻鰭魚綱鳚形目䲁科遠䲁屬的一種，分布於東大西洋摩洛哥、地中海棘黑海海域，由Achille Valenciennes於 1836年描述，最初屬於Blennius屬，後來由Gilbert Percy Whitley於1947年重新歸類為Aidablennius屬，本魚體延長，呈長橢圓形且側扁，頭部有觸鬚，體色大多為棕色及米色，體側具有5至7條鑲藍邊的黃色橫帶，臉頰上有細小的藍色或白色垂直條紋，眼睛後面有兩條條紋，形成微向後的倒V形，頭部具有白色斑塊及藍色小亮點，上下頜具門齒，腭骨無齒，體被小圓鱗，體長可達8公分，棲息在沿岸岩石底質淺水域、潮間帶，為底棲性魚類，具領域性，一旦遇危險時以倒游方式躲入小洞穴中，僅露出頭部注視敵人，雜食性，以藻類和無脊椎動物為食，雌魚一次可產下多達7000顆卵，然後由雄魚在洞穴中守護，生活習性不明。